# Gunenotophorus curvipes
Gunenotophorus curvipes är en kräftdjursart som beskrevs av Rolf Dieter Illg 1958. Gunenotophorus curvipes ingår i släktet Gunenotophorus och familjen Notodelphyidae. Inga underarter finns listade i Catalogue of Life.